# Nicolas Edme Restif de La Bretonne
Nicolas Edme Restif de La Bretonne (ur. 23 października 1734 w Sacy, zm. 3 lutego 1806 w Paryżu) – francuski pisarz epoki ancien régime’u, libertyn.

## Życiorys

### Młodość
Restif przyszedł na świat w rodzinie bogatego chłopstwa, jako syn Edme Restifa oraz Marii Doudeuine. Został ochrzczony imionami Nicolas Anne Edme, przez niemal całe życie wykorzystując wyłącznie pierwsze i trzecie, w późniejszych latach przyjmując przydomek de la Bretonne.
Pochodząc z rodziny wielodzietnej nie miał możliwości pozostać na rodzinnym gospodarstwie. Rodzice zadbali jednak o początki jego wykształcenia; w wieku pięciu lat rozpoczął naukę w szkole parafialnej w Sacy. Mimo to wszelkich podstaw nauczył się od przyrodniego rodzeństwa. Mając lat jedenaście został wysłany do szkoły w Vermenton, gdzie przeżył swoją pierwszą miłość, która ukształtowała światopogląd prezentowany w późniejszych latach. W październiku 1746 roku Restif został wysłany do Paryża, gdzie miał dołączyć do chłopięcego chóru; ta przygoda trwała zaledwie rok.
Restif napisał swoje pierwsze dzieło mając lat szesnaście; już wtedy było utrzymane w libertyńskiej konwencji. Wywołało ono oburzenie u jego rodziny; w ramach kary Nicolas został dany pod opiekę drukarzowi, z którego żoną nawiązał później romans.

### Dorosłość
Nicolas wyprowadził się z domu drukarza w maju 1755 roku, będąc wyzwolonym w jego zawodzie. Po awanturze pomiędzy nim a Founierami ostatecznie wyjechał z Auxerre cztery miesiące później.
Znalazłszy się w Paryżu podjął pracę w drukarni. Tam też poznał swoją następną miłość, piętnastoletnią Zefirę; zmarła w roku 1758, wyczerpana porodem. Ich dziecko, Zefiriettę, oddał pod opiekę jej babce.
Parę tygodni później Restif był już żonaty; jego wybranka okazała się jednak oszustką, bowiem w kwietniu 1759 roku Nicolas zastał swoje mieszkanie ograbione, z pozostawioną krótką notką pożegnalną. W kolejnym związku również mu się nie powiodło, gdyż Sofronia została zamordowana podczas napadu rabunkowego. Następne małżeństwo, zawarte w kwietniu 1760 roku okazało się trwałe, choć nieszczęśliwe. Pierwsza córka Restifa z prawego łoża została ochrzczona imieniem matki – Agnes. Kilka lat później jednak żona stała się dla Nicolasa ciężarem, wobec czego po raz kolejny podjął libertyński tryb życia.
Poznawszy kolejną kobietę, tym razem wyższego stanu niż on, zabiegając o jej względy postanowił podjąć karierę pisarską (o której wcześniej nie myślał). Już w październiku 1767 roku jego pierwsza książka ukazała się w sprzedaży. Niemal w tym samym czasie zbiegło się rozstanie z Agnes (nierównoznaczne z rozwodem), rzecz jasna w stanie wielkiej nienawiści.
Pierwszy literacki sukces Nicolas osiągnął w 1768 roku, dziełem „Stópka Fanchetty”. Jego pozycję na paryskim rynku umocniła wydana rok później książka „Pornograf”. Przez lata 70. poświęcił się wyłącznie pisaniu, odnosząc mniejsze lub większe sukcesy, jednocześnie nawiązując wiele nietrwałych romansów – po rozstaniu z Agnes nigdy jednak nie zdecydował się na stały związek. Mieszkając w odosobnieniu zdziwaczał, prowadził ekscentryczny tryb życia i ukrywał przed znajomymi swój adres. Z czasem zaczął kreślić na murach ważne dla siebie sentencje oraz wydarzenia z własnego życia, jednak w drugiej połowie XIX w. napisy owe zatarły się bezpowrotnie.

### Strefa miłosna
Restif posiadał obsesję na punkcie kobiecych stóp. Seksuolodzy proponowali, by fetysz stóp nazwać od jego nazwiska „restifizm”.Utrzymywał relacje romantyczne z dużą ilością kobiet jednocześnie, co przełożyło się na utworzenie przez niego „kalendarza”, w którym każdej z swoich kochanek przypisał odpowiedni dzień w roku. Niektóre dni są opatrzone dwoma nazwiskami, jako że Restif miał więcej kobiet aniżeli dni w roku. Równocześnie posiadał kompleks kazirodztwa, wyobrażał sobie, że kobiety, z którymi utrzymywał stosunki seksualne były jego córkami. W „Moich inskrypcjach” przyznał się do utrzymywania stosunków seksualnych z własną córką.

### Starość
W czasach rewolucyjnych Restif nie odegrał znaczącej roli; całkowicie poświęcił się spisywaniu swych dziejów, opatrzonych tytułem „Pan Mikołaj, czyli serce ludzkie odsłonięte”. Niemal pięciotysięcznostronicową powieść drukował we własnym domu. Jako że lektura ta nie cieszyła się wielkim zainteresowaniem, w chwili śmierci pisarza po jego domu poniewierały się stosy niesprzedanych tomów.
Niegdyś uznany i rozchwytywany, w 1794 roku musiał po raz kolejny podjąć pracę w drukarni. Pod koniec XVIII wieku zdecydował się napisać parodię jednej z powieści Markiza de Sade, „Anty-Justynę”, jednak jedna z jego ostatnich publikacji pogrążyła go w opinii przemijającego geniusza.
Zmarł w nędzy i zapomnieniu 3 lutego 1806 roku.

## Twórczość
Nicolas Edme Restif de la Bretonne był jednym z najpłodniejszych twórców – nie tylko w czasach ancien regime’u, lecz w historii w ogóle – napisał ponad dwieście tomów powieści obyczajowych, wśród których krytycy dostrzegli zarówno dzieła wybitne, jak i żenująco słabe. W każdym z nich pojawiały się elementy libertyńskie, zaś „Anty-Justyna” została uznana za najbardziej gorszącą książkę w dziejach i przez długi czas była zakazana.Z racji niezwykle bogatego literackiego dorobku był podejrzewany o to, że nie wszystkie dzieła są jego autorstwa. Był on również niezwykle wykształcony: znał dobrze łacinę, hiszpański, włoski i grecki
Restif słynie także z wiarygodności. „Pan Mikołaj” opatrzony jest dokładnymi datami, które po weryfikacji z innymi źródłami okazują się prawdziwe. Bezpośredniość, z jaką opisywał własne życie intymne, przyczyniła się do posądzania pisarza o naturę ekshibicjonistyczną. Sportretował ponadto wiele osób ze swojego najbliższego otoczenia (chociażby wszystkie kochanki), podając niekiedy ich prawdziwe nazwiska, co okazało się przyczyną wytoczenia mu wielu spraw sądowych.
Oto niektóre publikacje pisarza:
- Stopka Fanchetty, czyli różowy trzewiczek (Le Pied de Fanchette ou le soulier couleur de rose, 1768)
- Pornograf (1769)
- Wieśniak zdeprawowany (1775)
- Wieśniaczka zdeprawowana (1784)
- Moje współczesne (42 tomy, 1785)
- Noce paryskie, czyli nocny spektator (1788–1791)
- Pan Mikołaj (Monsieur Nicolas, 1794-1797)

## Znaczenie w literaturze
Pomimo tego, że Nicolas w ostatnich latach swojego życia był wyłącznie pośmiewiskiem, ponad sto lat od jego śmierci doceniono twórczość Restifa. Jego dzieła okazały się nieocenionym źródłem informacji o obyczajach XVIII-wiecznej Francji, nie tylko stanu trzeciego (z którego twórca „Pornografa” pochodził), lecz ogółu ówczesnej społeczności. Literat szczególnie w „Panu Mikołaju” oraz „Nocach Paryskich” wykazał się umiejętnością obserwacji i analizy zachowań, obecnie stanowiących podstawę informacji o światopoglądzie ludności z czasów ancien regime’u.
Niektóre z jego prac okazały się przydatne w seksuologii, jednak nie w porównywalnym stopniu co dzieła Markiza de Sade. Tak czy inaczej zarówno przez krytykę jego czasów, jak i obecną, jest uznawany za jedną z najwybitniejszych postaci literatury XVIII-wiecznej Francji.
We Francji nadal jest popularny, w XX wieku dokonano adaptacji filmowych jego literatury.